# Chileense presidentsverkiezingen 1836
De Chileense presidentsverkiezingen van 1836 vonden op 31 maart van dat jaar plaats. Zittend president José Joaquín Prieto werd herkozen. 

## Procedure
De presidentsverkiezingen van 1836 waren de eerste onder de grondwet van 1833 die de positie van de president aanzienlijk versterkt had. De verkiezingen vonden op getrapte wijze plaats via het principe van censuskiesrecht. Dit hield in dat een beperkt aantal burgers stemrecht had (namelijk die burgers die gezien hun hoge inkomens de meeste belastingen, census, afdroegen) kiesmannen kozen op hun beurt (dus trapsgewijs) de nieuwe president van het land kozen.
| Kandidaat | Kandidaat | Kandidaat                         | Partij                | Stemmen | Percentage |
| --------- | --------- | --------------------------------- | --------------------- | ------- | ---------- |
|           |           | José Joaquín Prieto               | Conservador/Pelucones | 143     | 91,08%     |
|           |           | José Miguel Infante               | Federalista           | 11      | 7,00%      |
|           |           | José Manuel Borgoño Núñez y Silva | Liberal/Pipiolos      | 2       | 1,27%      |
|           |           | Diego Portales Palazuelos         | Conservador           | 1       | 0,64%      |
| Totaal    | Totaal    |                                   |                       | 162     | 100%       |

## Bron
- (es)  Elección Presidencial 1836